# Wyspy Lavezzi

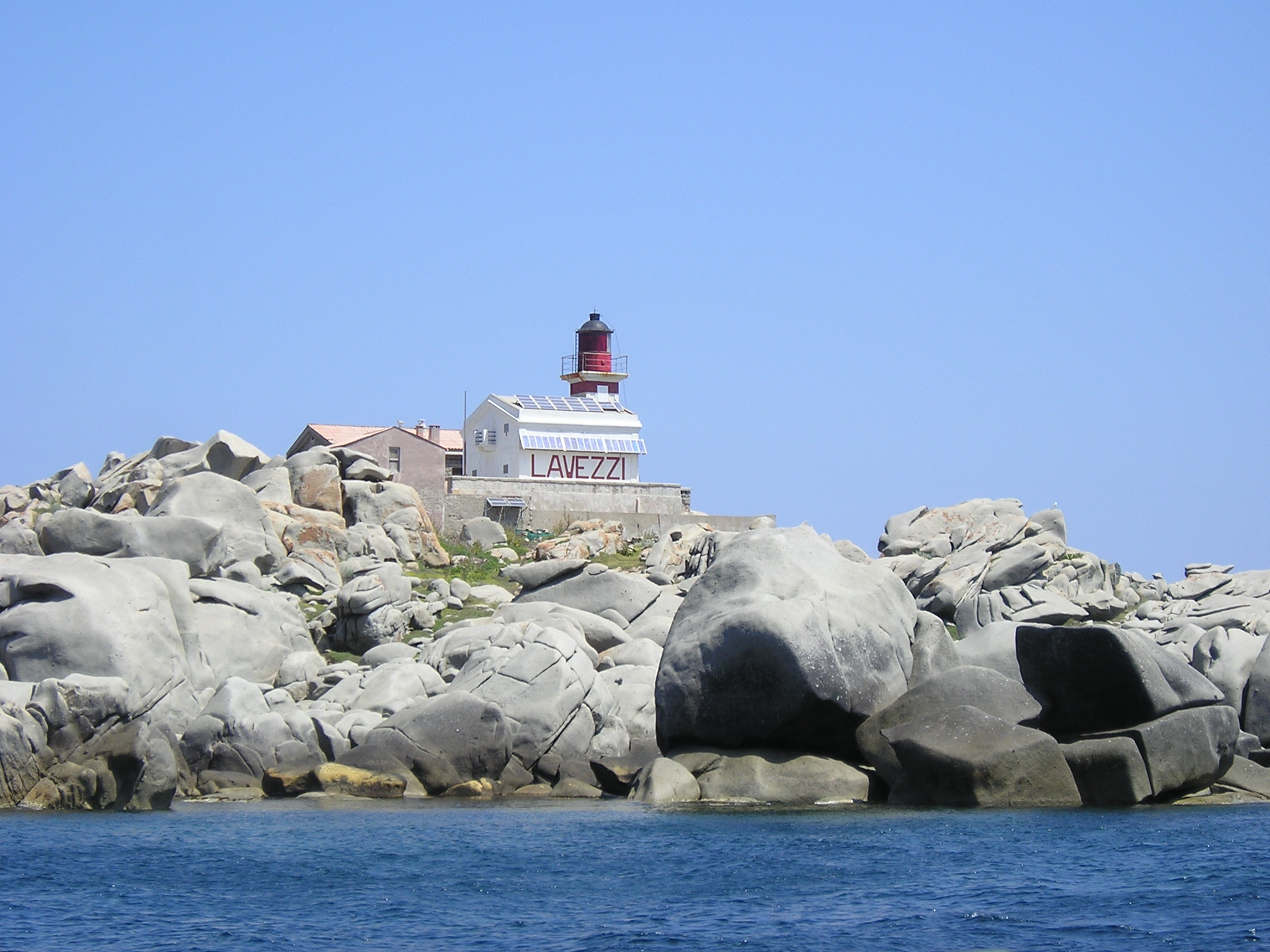
Widok na wyspę

Wyspy Lavezzi – niewielki, bezludny archipelag wysp granitowych oraz raf usytuowanych w Cieśninie Świętego Bonifacego, która oddziela Korsykę od Sardynii. Wyspa administracyjnie należy do gminy w Bonifacio i jest częścią Francji.

## Geografia i historia
Powierzchnia wyspy wynosi 5,13 hektara a największe wzniesienie wynosi 50 m. Wyspa jest położona około 4 kilometrów od wybrzeża Korsyki oraz 10 km od portu w Bonifacio. Wyspy Lavezzi są najdalej na południe wysuniętym lądem Francji metropolitarnej.
W okolicach wyspy znajduje się wrak francuskiej fregaty Semmilante, która zatonęła 15 lutego 1855 roku.